# La Maison Élysée
La Maison Élysée est le musée de la présidence de la République, ouvert en 2024. Il se situe en face du palais de l'Élysée. Il abrite des salles d'exposition, une boutique de souvenirs et un café.

## Musée
Le musée ouvre en juillet 2024.
La première salle présente les symboles de la République (fête nationale, coq, faisceaux de licteur, Marianne, sceau, devise nationale), la garde républicaine, les cuisines de l'Élysée et les arts de la table (Sèvres, Christofle, Baccarat). La deuxième salle présente la présidence de la République, avec les présidents de la République et le service de sécurité. L'élément notable de cette salle est la reconstitution d'une partie du salon doré, avec le bureau Louis XV qui a servi du général de Gaulle au premier mandat d'Emmanuel Macron. Les trois salles suivantes présentent l'évolution de l'hôtel d'Évreux, devenu palais de l'Élysée, et les aménagements récents, comme la salle à manger Paulin. La dernière salle présente des exemples de cadeaux diplomatiques.

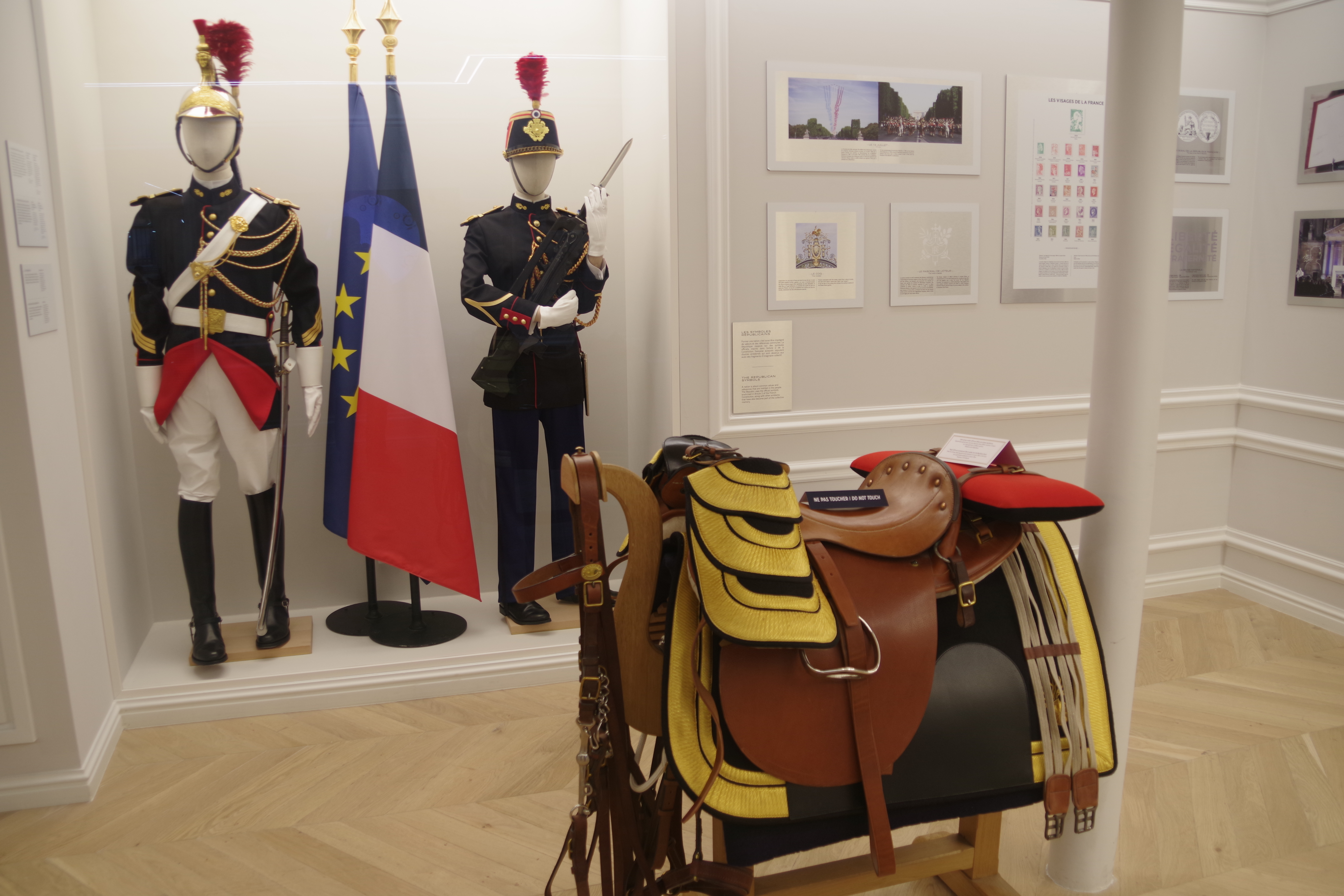
Garde républicaine.
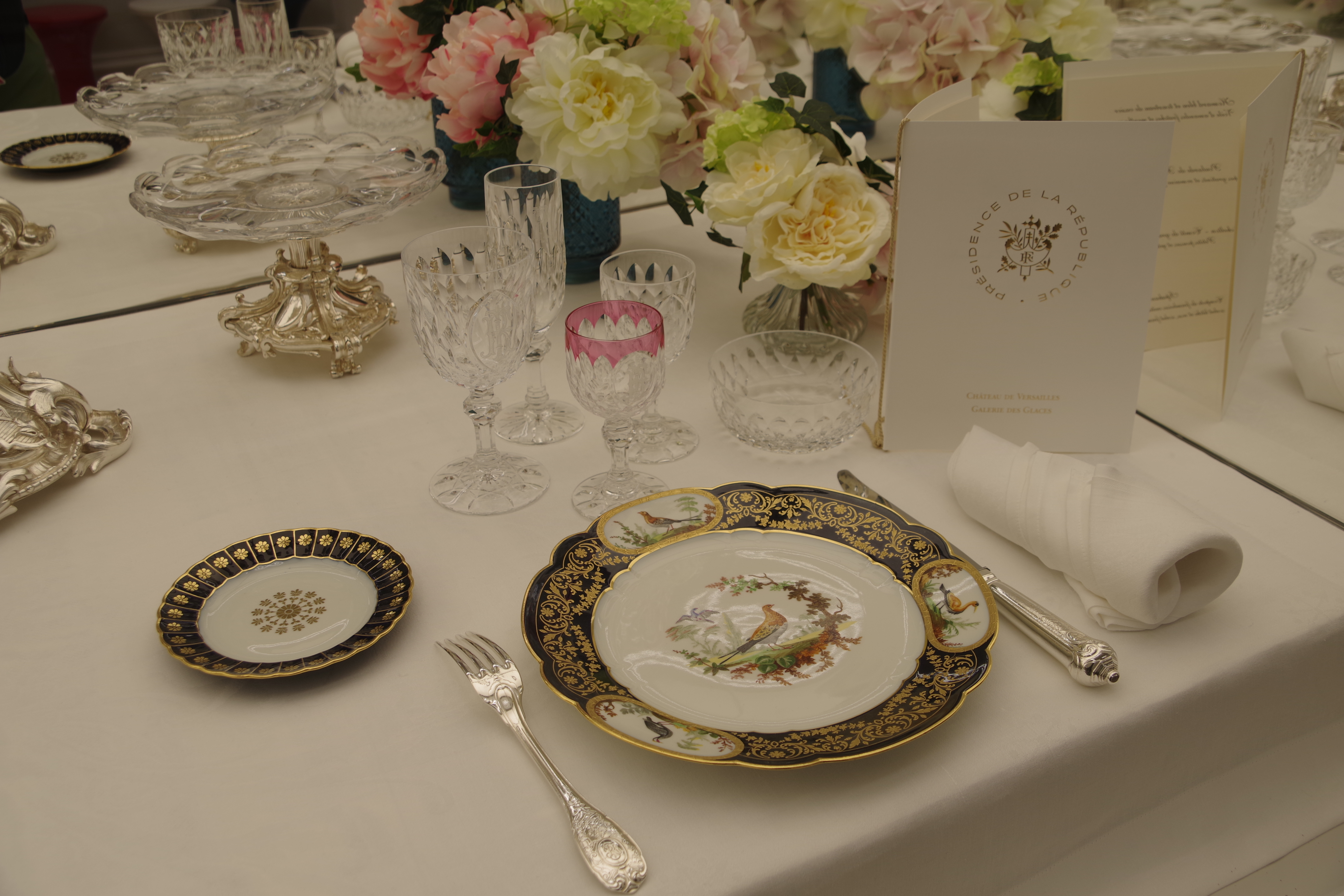
Les arts de la table.
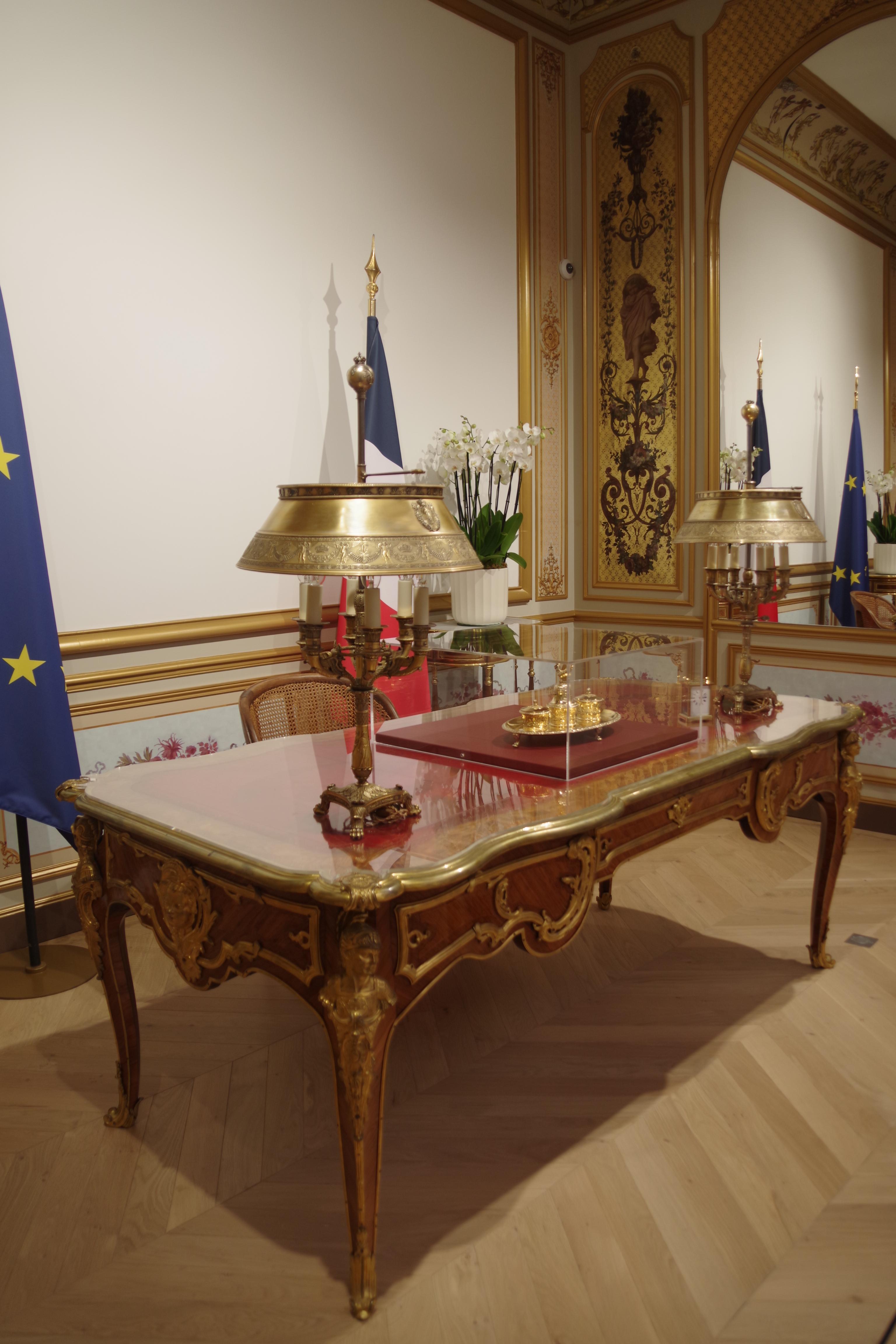
Le bureau Louis XV des Présidents, dans la reconstitution du salon doré.
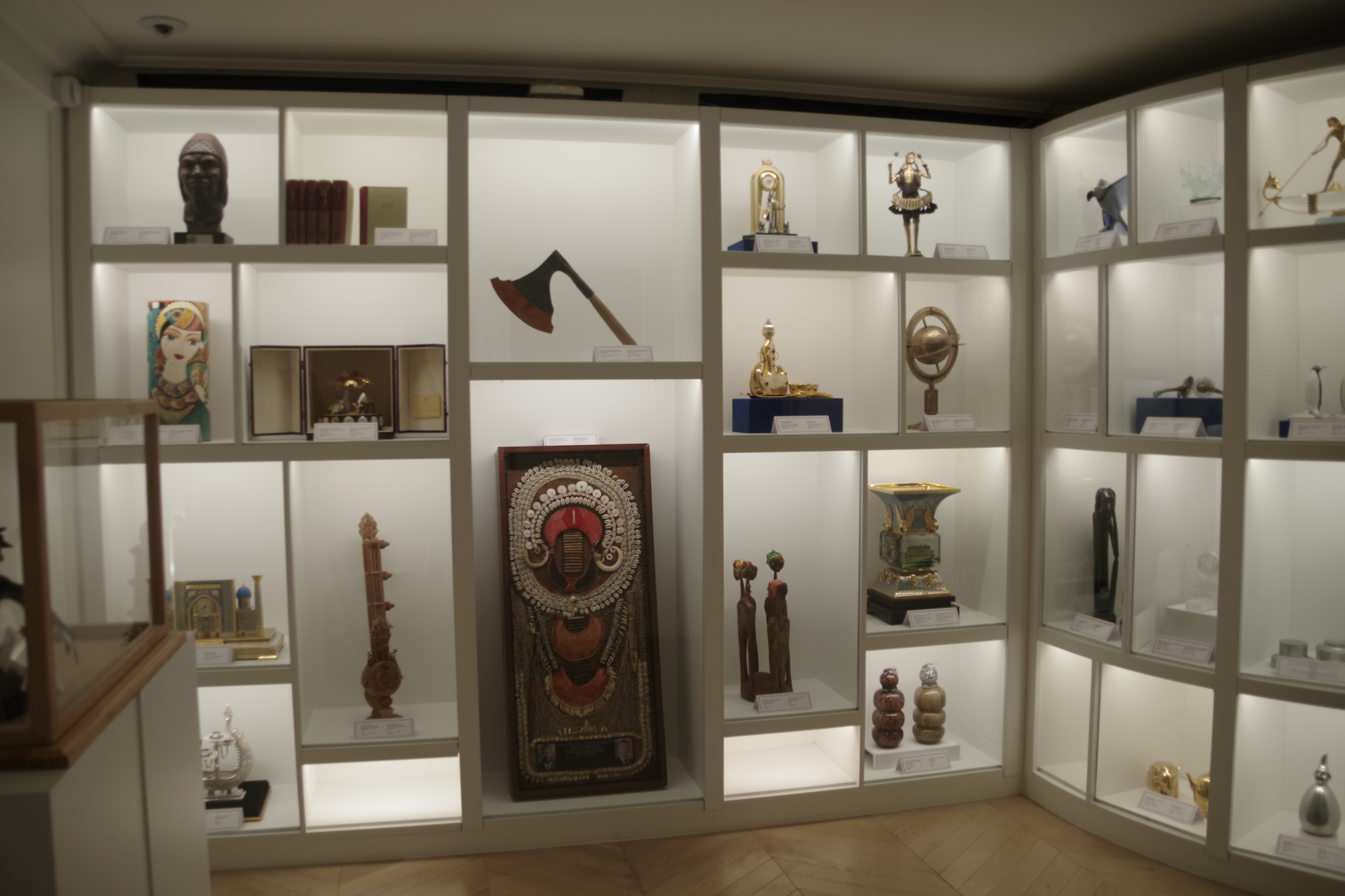
Les cadeaux diplomatiques.